# Lion Lights
|  | Denne artikel er oprettet af botten Steenthbot ud fra en ekstern database. Den kan derfor have sproglige fejl eller mangler. Denne skabelon kan fjernes efter kontrol af indholdet. |

Lion Lights er en dansk oplysningsfilm fra 2013 instrueret af Iben Fog Saxe og André Rotschild og efter manuskript af Iben Fog Saxe.

## Handling
Den 13-årige hyrdedreng og masai, Richard Turere, passer sin fars kvæg i en landsby i Kenya. Om natten kommer løverne og æder kvæget - og så går masaierne ud for at dræbe en løve som hævn. Richard får en god idé, som kan sikre, at både kvæg og løver overlever. Idéen har bredt sig til mange andre lande, hvor løver er en trussel mod tamkvæget.